# Toshiaki Iwashiro
Toshiaki Iwashiro es un mangaka japonés nacido el 11 de diciembre de 1977. Su obra más reconocida en el mundo del manga es el superventas Psyren; un manga de ciencia ficción que figuró varias veces en la lista de los mangas más vendidos de todo Japón

## Obras
- Mieru Hito
- Psyren
- Godland Company (2011)

- Datos: Q2459409